# HMS Syrtis (P241)
Pour les articles homonymes, voir Syrtis (homonymie).
Le HMS Syrtis (Pennant number : P241) est un sous-marin britannique de classe S du troisième lot, construit pour la Royal Navy pendant la Seconde Guerre mondiale. Il faisait partie des unités construites entre 1941 et 1944 par les Britanniques pour des opérations offensives. Terminé en 1943, le Syrtis a passé la majeure partie de sa carrière dans l’océan Arctique, au large de la Norvège, à l’exception d’une seule patrouille dans le golfe de Gascogne.
Lors de sa première patrouille, il aperçoit un sous-marin allemand, mais ne peut l’attaquer. Sa deuxième patrouille le voit arraisonner un bateau de pêche français du régime de Vichy. Le Syrtis a ensuite été chargé de participer à l’opération Source, une attaque contre les cuirassés allemands basés en Norvège, à l’aide de sous-marins de poche. Le bateau devait remorquer le sous-marin X9 jusqu’à sa cible, puis le relâcher pour qu’il accomplisse sa mission. Cependant, la ligne de remorque entre les deux sous-marins s’est rompue en cours de route, et le X9 a été perdu corps et biens.
Le Syrtis a effectué trois patrouilles de plus au large de la Norvège, mais celles-ci se sont déroulées sans incident. Le 16 mars, le sous-marin a appareillé pour une autre patrouille dans l’océan Arctique, et a coulé un navire marchand norvégien. Il n’est jamais revenu, et a probablement été coulé par des mines.

## Conception
Les sous-marins de la classe S ont été conçus pour patrouiller dans les eaux resserrées de la mer du Nord et de la mer Méditerranée. Les navires du troisième lot étaient légèrement agrandis et améliorés par rapport à ceux du deuxième lot. Ils avaient une coque plus solide, transportaient plus de carburant, et leur armement était modernisé.

Schéma d'un sous-marin de classe S.

Ces sous-marins avaient une longueur hors tout de 66,1 mètres, une largeur de 7,2 m et un tirant d'eau de 4,5 m. Leur déplacement était de 879 tonnes en surface et 1 006 tonnes en immersion . Les sous-marins de la classe S avaient un équipage de 48 officiers et matelots. Ils pouvaient plonger jusqu'à la profondeur de 91,4 m.
Pour la navigation en surface, ces navires étaient propulsés par deux moteurs Diesel de 950 ch (708 kW), chacun entraînant un arbre et une hélice distincte. En immersion, les hélices étaient entraînées par un moteur électrique de 650 ch (485 kW). Ils pouvaient atteindre 15 nœuds (28 km/h) en surface et 10 nœuds (19 km/h) en plongée . En surface, les sous-marins du troisième lot avaient une autonomie en surface de 6 000 milles marins (11 000 km) à 10 nœuds (19 km/h), et en plongée de 120 milles (220 km) à 3 nœuds (5,6 km/h).
Ces navires étaient armés de sept tubes lance-torpilles de 21 pouces (533 mm) dont six à la proue et un tube externe à la poupe. Ils transportaient six torpilles de recharge pour les tubes d’étrave, pour un total de treize torpilles. Douze mines pouvaient être transportées à la place des torpilles intérieurement arrimées. Les navires étaient aussi également armés d'un canon de pont de 3 pouces (76 mm).
Les navires du troisième lot de la classe S étaient équipés d’un système ASDIC de type 129AR ou 138 et d’un radar d’alerte avancée de type 291 ou 291W .

## Engagements
Le HMS Syrtis fut commandé par l’Amirauté britannique le 25 janvier 1941. Sa quille fut posée au chantier naval de Cammell Laird à Birkenhead le 14 octobre 1941, et le HMS Syrtis fut lancé le 4 février 1943.
Le 21 avril 1943, sous le commandement du lieutenant Michael Hugh Jupp, le Syrtis appareilla pour Holy Loch, où il fut commissionné dans la Royal Navy deux jours plus tard ,. Le sous-marin a été nommé d’après la région de Syrtis Major Planum de la planète Mars. Il fut le premier (et jusqu’à présent, le seul) navire de la Royal Navy à porter ce nom .
Après s’être entraîné au large de plusieurs villes côtières britanniques, le Syrtis commença une patrouille anti-sous-marine au large de la Norvège le 6 juillet 1943. Le lendemain, il aperçut un sous-marin, probablement le sous-marin allemand U-269, mais ne put manœuvrer en position d’attaque. Le bateau n’aperçut plus de navires et revint de patrouille le 20 juillet.
Le sous-marin a ensuite quitté le port le 3 août pour patrouiller dans le golfe de Gascogne dans le cadre d’une autre patrouille anti-sous-marine. La patrouille se déroule en grande partie sans incident, sauf le 17 août, lorsque l’équipage de Syrtis monte à bord d’un bateau de pêche français de Vichy et envoie son équipage au large, avec l’intention d’utiliser le navire pour la reconnaissance. Toutefois, l’idée est abandonnée faute de vent et les hommes quittent le navire. Le sous-marin a alors terminé sa patrouille trois jours plus tard à Holy Loch.

### Opération Source
Le 1er septembre, le Syrtis effectue un entraînement à Port HHZ avec des sous-marins de poche de classe X en préparation de l’opération Source, une attaque sur les cuirassés allemands en Norvège à l’aide de sous-marins de poche. Le 11 septembre 1943, le Syrtis quitte le port en remorquant le sous-marin X9 jusqu’à proximité de sa cible, le cuirassé Scharnhorst,. Un équipage auxiliaire se trouvait à bord pendant la traversée, puis devait céder la place à l’équipage opérationnel près de la cible.
Le X9, probablement lourdement incliné sur sa proue par le remorquage dans la mer forte, a été perdu corps et biens pendant le voyage lorsque sa remorque s’est brisée et il a brusquement coulé au petit matin du 16 septembre,. Cela ne fut découvert à bord du Syrtis qu’à 9 heures du matin. Le navire a alors fait demi-tour et a commencé à chercher l’embarcation perdue, mais celle-ci n’a jamais été retrouvée. Le sous-marin est ensuite rentré à Holy Loch le 5 octobre sans avoir attaqué de navires.

### Opérations ultérieures
Du 25 octobre au 12 novembre, le Syrtis a effectué une patrouille au large de la Norvège, mais n’a repéré aucune cible potentielle. Après avoir effectué un entraînement supplémentaire, le sous-marin a effectué une patrouille anti-sous-marine au large de la Norvège le 22 décembre, protégeant les convois arctiques JW 55B, RA 55A et RA 55B. La patrouille se déroule sans incident et le bateau retourne à Lerwick, en Écosse, le 6 janvier.
Le 2 février 1944, le Syrtis quitte la baie de Kames avec en remorque un autre sous-marin de poche de classe X, le X22. Cinq jours plus tard, alors qu’il approchait de Scapa Flow, l’officier de quart du Syrtis  a été emporté par-dessus bord par une vague. Le sous-marin a fait demi-tour pour le repêcher, mais il est entré en collision avec le X22, qui a été perdu corps et biens,. L’officier de quart n’a pas été retrouvé.
Le Syrtis patrouilla ensuite au large de la péninsule de Stad du 12 au 22 février. La seule action du sous-marin durant cette patrouille fut une attaque infructueuse contre le navire marchand norvégien Sirius.
Le 16 mars, le Syrtis a quitté Lerwick pour sa septième patrouille, au large du phare de Kya, puis plus tard au large de Bodø. Il a remporté le seul succès de sa carrière le 22 mars, coulant le navire marchand norvégien Narvik par ses tirs au large de Rødøy. Le Syrtis n’a jamais été revu. Le 28 mars, il a reçu l’ordre de rentrer à Lerwick, mais n’a pas accusé réception de l’ordre. Les rapports allemands indiquent qu’un sous-marin a été coulé dans la région de Bodø à l’époque par des batteries côtières, mais la cause la plus probable de sa perte est une mine,.